# Ejido de San Sebastián
Ejido de San Sebastián är en ort i Mexiko, tillhörande kommunen Teotihuacán i delstaten Mexiko. Ejido de San Sebastián ligger i den centrala delen av landet och tillhör Mexico Citys storstadsområde. Orten hade 690 invånare vid folkmätningen 2010.